# Unser Mund sei voll Lachens, BWV 110

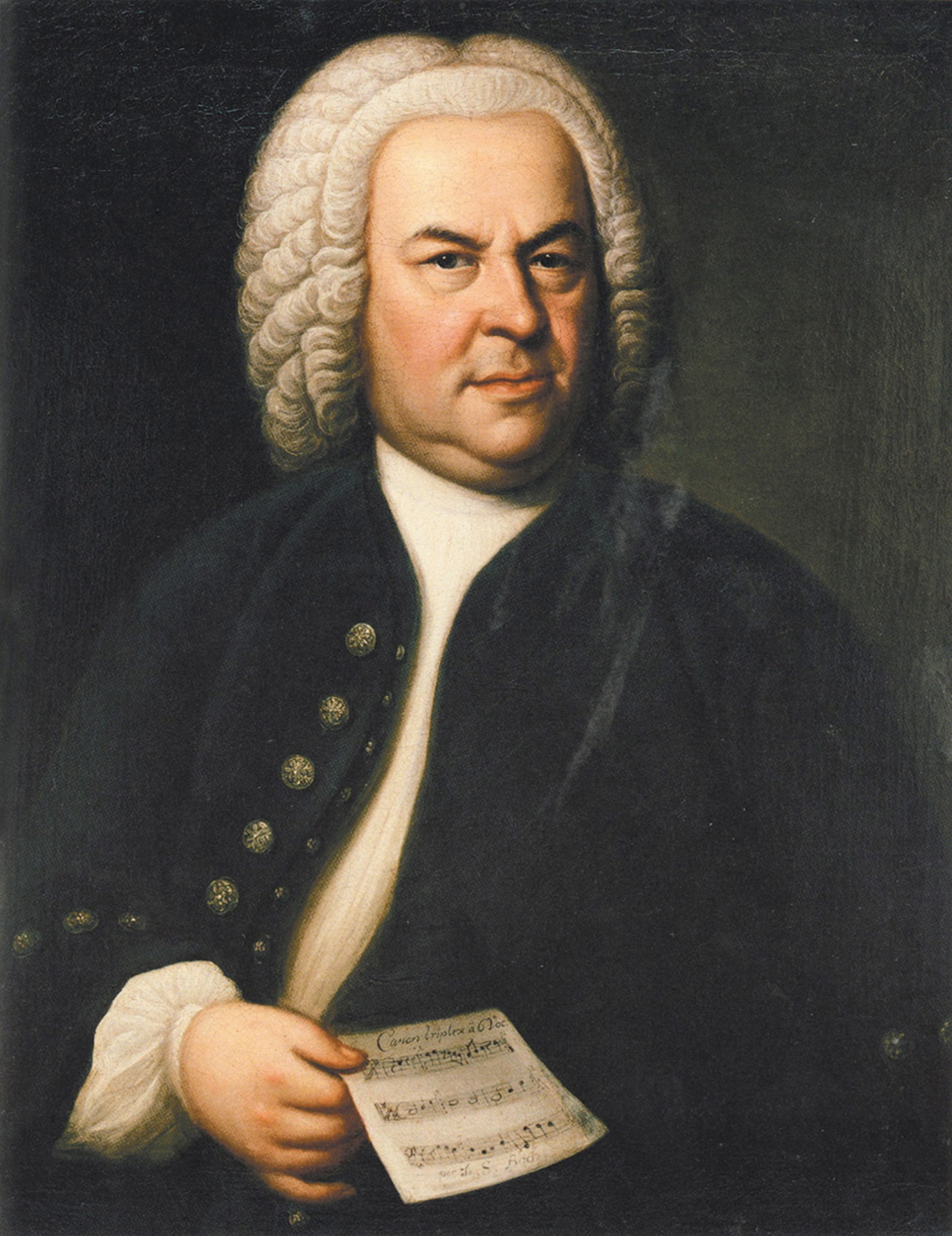
Johann Sebastian Bach, compositor de la cantata.

Unser Mund sei voll Lachens, BWV 110 (en español, Que nuestra boca se llene de risa), es una cantata de iglesia compuesta por Johann Sebastian Bach en Leipzig para el día de Navidad y la interpretó por primera vez el 25 de diciembre de 1725.
Compuso la cantata en su tercer año como Thomaskantor en Leipzig. Usó un texto de Georg Christian Lehms, publicado en 1711. El texto no tiene recitativos alternados con arias, sino tres citas bíblicas, comenzando con versículos del Salmo 26, luego un versículo del Libro de Jeremías sobre la grandeza de Dios y finalmente el canto de los ángeles de la Natividad según el Evangelio de Lucas. El coral final está tomado de «Wir Christenleut» de Caspar Füger.
Bach escribió la obra de forma festiva para cuatro solistas vocales, un coro de cuatro partes y un conjunto instrumental barroco de trompetas y timbales, flautas traveseras, diferentes tipos de oboe, cuerdas y bajo continuo, incluido el fagot. Derivó el primer coro, al estilo de una obertura francesa, de la obertura de su cuarta Suite orquestal e incorporó partes vocales en su sección media rápida. El canto de los ángeles se basa en la interpolación navideña de «Virga Jesse Floruit» de su Magníficat en mi bemol mayor, BWV 243a. Eligió instrumentos obbligato para diferenciar el carácter de las tres arias: dos flautas con el tenor que expresa el «nacimiento humilde», oboe de amor con el alto, que representa el amor de Dios, y trompeta, oboes y cuerdas con el bajo para su llamada a que canten juntos canciones de alegría. Bach dirigió el Coro de Santo Tomás (Thomanerchor) en las primeras representaciones el día de Navidad, una en la iglesia de San Nicolás y otra en la iglesia de Santo Tomás.

## Historia y texto

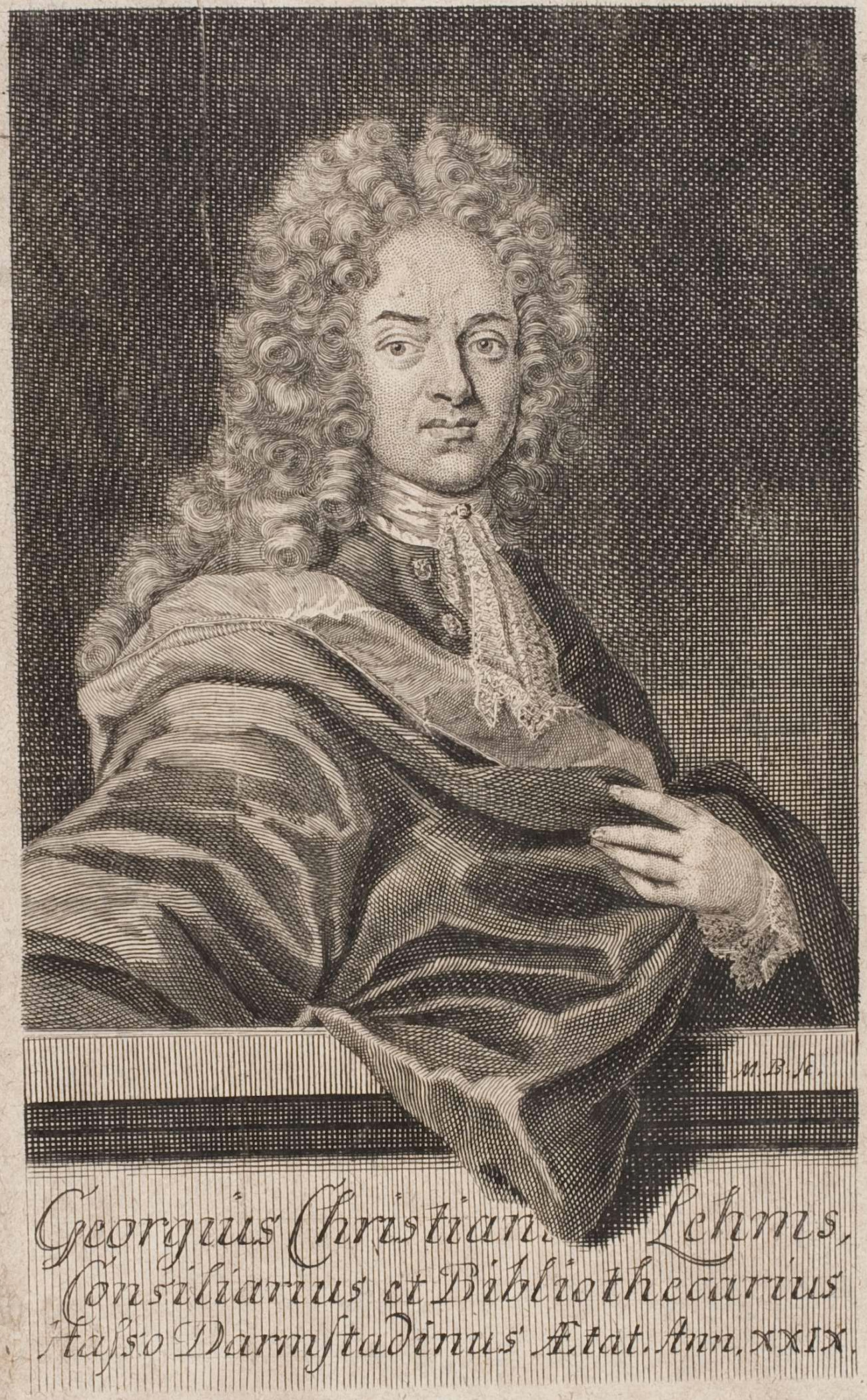
Bach usó un texto de Georg Christian Lehms para la cantata.

Bach compuso la cantata en su tercer año como Thomaskantor en Leipzig para el día de Navidad, el primer día de una celebración navideña que duró tres días. Las lecturas prescritas para el día de la fiesta fueron de la Epístola a Tito, «apareció la misericordia de Dios» (Tito 2:11-14) o de Isaías, «Nos ha nacido un niño» (Isaías 9:2-7), y del Evangelio de Lucas, la Natividad, la Anunciación a los pastores y el cántico de los ángeles (Lucas 2:1-14).
En 1723, su primer año en Leipzig, Bach no había compuesto una nueva cantata para el día de Navidad, pero recuperó Christen, ätzet diesen Tag, BWV 63, en un texto de poesía libre sin ningún contenido bíblico o coral. Ese año, compuso nuevas obras para el segundo y tercer día festivo. En 1724, su segundo año, compuso tres cantatas corales para los tres días festivos, comenzando con Gelobet seist du, Jesu Christ, BWV 91. En su tercer año, Bach utilizó un texto de cantata de Georg Christian Lehms, que ya fue publicado en 1711 en Darmstadt en la colección Gottgefälliges Kirchen-Opffer. El libretista comenzó con una cita de dos versículos del Salmo 126 que trata de la esperanza de la liberación de Jerusalén, «Cuando el Señor volvió la cautividad de Sion, éramos como los que sueñan», y la reacción gozosa (Salmos 126:2-3). El poeta incluyó para un recitativo un versículo del Libro de Jeremías, alabando la grandeza de Dios (Jeremías 10:6), y citó de la historia de Navidad en el Evangelio de Lucas el canto de los ángeles (Lucas 2:14). En este texto temprano, tres citas bíblicas se alternan con arias. El coral de cierre es la quinta estancia del himno «Wir Christenleut» de Caspar Füger.
Bach dirigió el Coro de Santo Tomás en la primera actuación en la mañana del día de Navidad en la iglesia de San Nicolás, repetida por la tarde en la iglesia de Santo Tomás. Dirigió al menos una actuación más entre 1728 y 1731.
Algunos expertos en Bach creían que la cantata fue escrita en 1734 para el final de la Guerra de sucesión polaca, pero el descubrimiento del texto impreso mostró que no estaba relacionado. La cantata no se publicó hasta 1876 cuando apareció en el Bach Gesellschaft Ausgabe, la primera edición completa de las obras del compositor.

## Estructura y partitura
Bach estructuró la cantata en siete movimientos. Un coro de apertura y una coral de cierre enmarcan una secuencia de arias, un recitativo y un dúo. Compuso la obra para cuatro solistas vocales (soprano (S), alto (A), tenor (T), bajo (B)), un coro de cuatro voces y un conjunto instrumental barroco de tres trompetas y timbales (Ti), dos flautas traveseras (Ft), tres oboes (Ob) (también oboe de amor y oboe da caccia), dos violines (Vl), viola (Va) y bajo continuo incluido fagot. El título de las partes originales dice: «JJ Feria 1 Nativitatis Xsti. Concierto. A 3 Trombe, Tamburi. 3 Hautb. / Baßon. 2 Violini e Viola, 4 Voci è Continuo», Que significa «Jesús ayuda. Primera fiesta del nacimiento de Cristo. Concierto para 3 trompetas, timbales, 3 oboes, fagot, 2 violines y viola, 4 voces y continuo». La duración es de 27 minutos.
En la siguiente tabla de movimientos, la partitura sigue la Neue Bach-Ausgabe. Las tonalidades y compases se toman del libro de todas las cantatas del experto en Bach Alfred Dürr y se utilizan los símbolos de tiempo común (4/4) y alla breve (2/2). No se muestra el bajo continuo, ya que toca en todo momento.
| N.º | Título                               | Texto    | Tipo       | Vocal | Oboe              | Cuerdas | Tonalidad          | Tiempo            |
| --- | ------------------------------------ | -------- | ---------- | ----- | ----------------- | ------- | ------------------ | ----------------- |
| 1   | Unser Mund sei voll Lachens          | Salmo    | Coro       | SATB  | 3Tr Ti 2Ft 3Ob Fg | 2Vl Va  | re mayor           | 9 8 3 4           |
| 2   | Ihr Gedanken und ihr Sinnen          | Lehms    | Aria       | T     | 2Ft Fg            |         | si menor           | cuatro por cuatro |
| 3   | Dir, Herr, ist niemand gleich        | Jeremías | Recitativo | B     |                   | 2Vl Va  |                    | cuatro por cuatro |
| 4   | Ach Herr! was ist ein Menschenkind   | Lehms    | Aria       | A     | Oa                |         | fa sostenido menor | 3 4               |
| 5   | Ehre sei Gott in der Höhe            | Lucas    | Aria (dúo) | S T   |                   |         | la mayor           | 12 8              |
| 6   | Wacht auf, ihr Adern und ihr Glieder | Lehms    | Aria       | B     | Tr 2Ob Oc         | 2Vl Va  | re mayor           | cuatro por cuatro |
| 7   | Alleluja! Gelobt sei Gott            | Füger    | Coral      | SATB  | Tr 2Ft 2Ob Oc Fg  | 2Vl Va  | si menor           | cuatro por cuatro |

## Música
En 1725, Bach compuso típicamente recitativos y arias alternados en sus cantatas, ambos sobre poesía contemporánea. El texto de esta obra es de estilo antiguo, con textos bíblicos intercalados con arias. Lo siguió y utilizó diferentes formas musicales para las citas bíblicas. El coro de apertura de los versos de los salmos es una adaptación de la obertura de su cuarta Suite orquestal en re mayor, BWV 1069. El dúo «Ehre sei Gott in der Höhe» se basa en la interpolación navideña «Virga Jesse floruit» de su Magníficat en mi bemol mayor, BWV 243a, de 1723, interpretado por primera vez en Leipzig.

### «Unser Mund sei voll Lachens»
El coro de apertura es «Unser Mund sei voll Lachens» (Que nuestra boca se llene de risa). Requiere que todos los instrumentos toquen. El texto «concluye con el reconocimiento de que el Señor ha logrado grandes cosas para su pueblo». Bach basó la música en la obertura de su cuarta Suite orquestal en re mayor, agregó trompetas y timbales festivos, así como flautas a la música original e incrustó las voces. Siguió el formato de la obertura francesa con secciones lentas instrumentales que enmarcan la sección coral rápida. La obertura francesa, normalmente interpretada a la llegada del rey a una actuación, parecía adecuada para saludar al Rey del Cielo. La risa mencionada en el texto «a menudo se hace bastante audible gráficamente», como lo expresa Alfred Dürr. Cuando Bach volvió a interpretar la obra más tarde, marcó algunas secciones vocales como «ripieno», con lo que logró aún más variedad en el «concierto». John Eliot Gardiner, quien dirigió la Bach Cantata Pilgrimage, lo interpreta como el voto de Bach en contra de una estricta voz por parte. Eligió esta cantata en uno de los tres conciertos navideños para concluir el desempeño de un año completo y destaca la «maravillosa interpretación de la risa en la música» del primer movimiento y su «elegancia y ligereza innatas».

### «Ihr Gedanken und ihr Sinnen»
Un aria de tenor, «Ihr Gedanken und ihr Sinnen» (Pensamientos y reflexiones), se acompaña de dos flautas traveseras. Dürr interpreta la elección de las flautas como un símbolo del «nacimiento humilde».

### «Dir, Herr, ist niemand gleich»
Un recitativo de bajo, «Dir, Herr, ist niemand gleich» (No hay nadie como Tú, Señor), se acompaña de las cuerdas, que acompañan la línea expresiva del bajo con «gestos que apuntan hacia arriba».

### «Ach Herr, was ist ein Menschenkind»
El aria alto, «Ach Herr, was ist ein Menschenkind» (Ah, Señor, qué es un ser humano), se acompaña de un solo de oboe de amor que «expresa asombro por la naturaleza del hombre» y el interés de Dios en él. El aria, como la primera, no es un aria da capo, sino en dos partes. La idea del hombre en una condición pecaminosa que se presenta primero, se cambia a redención. El experto en Bach Klaus Hofmann relaciona la elección del oboe de amor con la respuesta a la pregunta del cantante «¿Por qué haces todo esto por el hombre?»: «Aus Liebe» (a través del amor).

### «Ehre sei Gott in der Höhe»
El dúo «Ehre sei Gott in der Höhe» (Gloria a Dios en las alturas), combina dos voces altas sobre un sencillo acompañamiento continuo, cantando la gloria de Dios en las alturas y la paz de la Tierra. La música se basa en el «Virga Jesse floruit» del Magníficat, cambiando las líneas vocales al texto diferente pero conservando el «carácter esencialmente lírico». Gardiner señala que «la buena voluntad hacia los hombres» se expresa en estilo pastoral, con las voces en paralelos de décimas.

### «Wacht auf, ihr Adern und ihr Glieder»
El aria de bajo «Wacht auf, ihr Adern und ihr Glieder» (Despertar, venas y extremidades), es un llamado final para despertar y unirse a la alabanza de los ángeles. La trompeta y el oboe se suman a la música enérgica. Los oboes doblan las cuerdas o descansan, para un efecto más dinámico. Los pasajes virtuosos de las trompetas recuerdan el primer movimiento. La primera llamada de la tríada de la trompeta es de carácter marcial e imitada por la voz. Cuando el texto se refiere a las cuerdas, los vientos descansan.

### «Alleluja! Gelobt sei Gott»
El coral de cierre, «Alleluja! Gelobt sei Gott» (¡Aleluya! Alabado sea Dios), es un arreglo de cuatro partes de la melodía de un compositor anónimo. Bach volvió a poner la misma melodía para cerrar la Parte III de su Oratorio de Navidad, BWV 248 con otra estancia del himno, «Seid froh, dieweil» (Alégrate, por tanto).